# Teiu (Fehér megye)
Teiu románul: Teiu, falu Romániában, Erdélyben, Fehér megyében. Közigazgatásilag Arada községhez tartozik.

## Fekvése
Arada mellett fekvő település.

## Története
Teiu korábban Arada része volt. 1956 körül vált önálló településsé 134 lakossal.
1966-ban 136, 1977-ben 125, 1992-ben 78, a 2002-es népszámláláskor 82 román lakosa volt.